# Terénní poznámky
Terénní poznámky (field notes) jsou hlavním prostředkem záznamu při zúčastněných pozorováních (tj. při práci v terénu) nejčastěji v etnografii, antropologii a sociologii. Kvalita výzkumné akce je přímo závislá na kvalitě těchto poznámek. Je tedy nutné, aby poznámky byly ucelené a smysluplně organizované. Obsahem terénních poznámek je pak to, co výzkumník při pozorování slyšel, viděl a prožil, ale také to, jak tyto pozorované události vnímal a hodnotil. Primárním cílem je při shromažďování dat zachytit klíčový rámec pozorovaného. Záznam terénních poznámek je přitom většinou velmi individuální záležitostí, přičemž vedle schopností výzkumníka záleží i na samotných okolnostech a podmínkách, za jakých pozorování probíhá. Zásadní roli při tvorbě poznámek hraje samotná osoba výzkumníka, jelikož dvě různé osoby by mohly zaznamenat odlišným způsobem (tj. zapsat odlišné informace). Samotné terénní poznámky slouží k osobní potřebě výzkumníka, který je pak dále využívá jako výchozí informační zdroj při tvorbě psané etnografie, sloužící pro širší společenskou potřebu.

## Základní dělení
Terénní poznámky řadíme ke kvalitativnímu výzkumu - konkrétně k pozorování (jedna z metod získávání dat). Poznámky dělíme na dva typy: popisné a reflektující.
1. Popisné terénní poznámky - zahrnují popis prostředí, lidí a jejich činnosti, které jsou stěžejní pro daný výzkumný záměr. Např.: portréty jednotlivců, rekonstrukce dialogů, informace o událostech, popis aktivit a reakce jedince na chování ostatních.
2. Reflektující terénní poznámky - obsahují hlavní úvahy výzkumníka o tom, co pozoruje. Např.: reflexe analýzy, postupně se rozvíjející myšlenky z pozorování, reflexe metody, reflexe etických problémů, které při výzkumu nastávají.[4]

## Dělení podle Spradleyho
Podle antropologa Jamese Spradleyho rozdělujeme terénní poznámky do čtyř forem.
- kondenzovaný popis situace pomocí kódů a klíčových slov, vět či citátů z rozhovoru
- podrobné zápisky dojmů z rozhovorů či pozorování
- analýzy a interpretace od začátku až do konce pobytu v terénu
- terénní deník, který obsahuje podobně jako deník zkušenosti, nápady, potíže, chyby, zmatek a problémy, které se vyskytnou při pobytu v terénu

Terénní deník musí obsahovat nejen informace ze samotného pozorování, ale také přípravu pozorování a vstup do terénu. Pro zkompletování deníku platí pravidlo 24 hodin, tzn. poznámky nutné sepsat do dvaceti čtyř hodin po ukončení akce.

## Dělení podle Brymana
Podle sociologa Alana Brymana rozlišujeme 3 typy terénních poznámek.
- Duševní poznámky (mental notes) – poznámky, které si snadno zapamatujeme, a které se používají zejména v situacích, kdy není vhodné si dělat poznámky (například při nečekané konverzaci v pauze na kávu).
- Provizorní poznámky (jotted notes) – stručné poznámky ve formě frází a klíčových slov, které později slouží jako základ pro plnohodnotné poznámky. Je vhodné zaznamenávat tyto poznámky nepozorovaně, aby docházelo k ovlivňování pozorovaných subjektů v co nejmenší možné míře.
- Úplné poznámky (full-field notes) – rozvedené již dříve zaznamenané poznámky, zaznamenávající všechny důležité události, konverzace a pozorované osoby. Součástí poznámek mohou být i počáteční nápady na interpretaci, ale také pozorovatelovy dojmy a pocity. Je žádoucí udělat tyto poznámky co možná nejdříve (v praxi se dělají většinou na konci dne). Plnohodnotné poznámky poskytují pozorovateli hlavní informační zdroj v procesu zpracování výzkumu.

## Principy při pořizování poznámek
Poznámky by měly být především stručné a výstižné. Při shromažďování dat (tj. při pozorování) zaznamenáváme poznámky rovnou nebo se je snažíme zaznamenat co možná nejdříve po skončení pozorování. Rozvedení detailů se zpravidla nechává na pozdější dobu. Poznámek by mělo být co největší množství, zároveň je však třeba se vyvarovat stavu, kdy se pozorovaný vzhledem k očividnému zapisování začne cítit nejistě.
K záznamu terénních poznámek se v současnosti nejčastěji používá diktafon. Při práci s ním je však potřeba počítat s velkým množstvím času, stráveným s pozdějším přepisem informací. Klasickou alternativou je pak blok a tužka. Jako doplňkový zdroj pozorování mohou posloužit i fotografie.

Schéma získávání terénních poznámek

## Řídký a hustý popis
Americký antropolog Clifford Geertz definuje hustý popis jako pojem, zahrnující detailní poznámky s úvahami o společenském uspořádání, které mohou pozorovatele ovlivnit při tvoření obecných výroků o kultuře a jejím významu ve společenském životě lidí.
- Hustý popis je jinými slovy velmi detailní popis typického chování nebo událostí uvnitř určité komunity. Proto je potřeba získat přístup k obvyklým výkladovým praktikám lidí v prostředí, které se zkoumá, aby bylo možné stanovit, jaké významy jedinci přikládají vlastnímu jednání a jaký účel toto jednání sleduje.[10]
- Řídký popis je naopak pouhým popisem faktů a v porovnání s hustým popisem postrádá detailněji zpracované informace.